# Vialer
Vialer é uma comuna francesa na região administrativa da Nova Aquitânia, no departamento dos Pirenéus Atlânticos. Estende-se por uma área de 7,45 km². Em 2010 a comuna tinha 188 habitantes (densidade: 25,2 hab./km²).